# Interloire (vins)
Pour les articles homonymes, voir Interloire (homonymie).
L’interprofession des Vins du Val de Loire - ou InterLoire, interprofession des vins d'appellation de France est une organisation inter-professionnelle française chargée de représenter, de défendre et promouvoir le vignoble de la vallée de la Loire et ses vins d’appellations.

## Appellations et entreprises viticoles
InterLoire s’inscrit au cœur de la 3e région de vins d’appellation de France, et regroupe les territoires du Nantais, de l’Anjou, de Saumur, de la Touraine et de la Sarthe, autour de 50 appellations et dénominations réparties sur 38 000 hectares.
Elle rassemble 2 700 viticulteurs, 190 négociants et 13 coopératives qui commercialisent en moyenne 2 000 000 hl/an.
Toutes les appellations sont situées le long du fleuve entre les villes de Nantes à Blois :
- Pays nantais : Muscadet, Muscadet Sèvre et Maine, Muscadet Sèvre et Maine sur Lie, Gros Plant, Gros Plant sur Lie, ...
- Anjou : Anjou Rouge, Anjou Blanc, Saumur Rouge, Saumur Champigny, Rosé d'Anjou, Rosé de Loire, Cabernet d'Anjou, Saumur Blanc, Quart de Chaume, Coteaux du Layon, Coteaux de Saumur, Crémant de Loire, Saumur Brut, ...
- Touraine :  Chinon, Jasnières, Coteaux du Loir, Saint-nicolas-de-bourgueil, Touraine, Touraine Amboise, Touraine Chenonceaux, Touraine Azay-le Rideau, Touraine Mesland, Touraine Oisly, Touraine Noble Joué, Vouvray...

## Missions
InterLoire est née de la volonté des vignerons et négociants du Nantais, de l’Anjou, du Saumurois et de la Touraine afin de défendre et valoriser le vignoble du Val de Loire et ses appellations.
Ses principales missions sont transversales et collectives à l'échelle du bassin ligérien : 
- Représenter et défendre les intérêts des vins du Val de Loire (la protection des marques, la défense du vin[1], ...)
- Promouvoir l’identité des vins du Val de Loire[2] et en accroître la notoriété à l’international (les places de marché à l'Export, ...)
- Soutenir les appellations par des actions collectives (le développement de l'œnotourisme, la mise en réseau des caves touristiques, le développement du numérique et digital, la relation presse, les événements en France et à l'Export comme Vignes Vins Randos[3], ...)
- Favoriser la compétitivité des opérateurs (la connaissance des marchés et prospective, le pilotage économique des appellations, les fiches économiques sectorielles, les réglementations France et Export, la recherche et le développement technique des vins du Val de Loire[4], …)

## Fonctionnement

### Assemblée générale
InterLoire est basé sur la représentativité des élus à parité entre les deux familles professionnelles, à savoir les vignerons et négociants.
L’assemblée générale est composée de 30 membres représentatifs des producteurs et de 30 membres représentatifs du négoce. Elle élit le président, trois vice-présidents, les membres du conseil exécutif, et des commissions thématiques et définit la politique de l'organisation en votant le budget et en approuvant les comptes de l’exercice clos.
Le président est élu pour trois ans, alternativement issu de la production ou du négoce.
| Période            | Nom                |
| ------------------ | ------------------ |
| 2017 - Aujourd'hui | Jean-Martin Dutour |
| 2014 - 2017        | Gérard Vinet       |

Le conseil d'orientation stratégique est constitué de 18 membres élus avec application de la parité entre les deux familles professionnelles. Il exécute et fait exécuter les missions qui lui sont confiées par l’assemblée générale, et donne les orientations stratégiques et budgétaires sur proposition des commissions.
InterLoire est membre de Vin et société.

### Budget
L'organisme perçoit, en 2015, des contributions volontaires obligatoires auprès des professionnels du secteur à hauteur de 7 055 926 euros.

## Réforme et nouveau cap depuis 2015
Lors de l’année 2015, l’Interprofession a redessiné ses missions de structure professionnelle au service de la filière viticole.
L'outil joue le rôle de coordinateur et promoteur de la stratégie politique et économique de la filière, autour de missions 100% collectives.
Depuis le 1er Aout 2017, les vins IGP du Val de Loire adhèrent à InterLoire, une étape supplémentaire dans le rassemblement de la grande famille des vins du Val de Loire.
La cotisation interprofessionnelle est de 2,5 €/hectolitre (équivalent à un coût de 2 centimes d'euro par bouteille).